# Надписи на карнизе X—XI века
Надписи на карнизе X—XI века — эпиграфический памятник на обломке известнякового фриза (карниза) из Большой базилики Мангупа. Содержит множество надписей и рисунков в технике граффити, датируемых историками, по итогам палеографического исследования, периодом от IX до XI века. является второй частью карниза, известного по надписи Прошение Агапия, Григория и Иоанна IX—XI века.

## История памятника
Остатки фриза были найдены в 1938 году при раскопках крещальни Большой базилики М. А. Тихановой, не придавшей граффити особого значения: исследователь привела маюскулом лишь одно граффито и его перевод, ошибочно датированный ей V—VI веком. Также Тиханова отметила, что на камне она видела «ряд мелких неразборчиво написанных скорописью надписей и различных геометрических фигур». Впоследствии Тиханова считала памятник утраченным, как и доктор исторических наук В. П. Яйленко. Карниз был обнаружен в 2007 году А. Ю. Виноградовым и М. И. Коробовым в фондах лапидария Бахчисарайского дворца-музея

## Описание
Артефакт, размерами 10,5 см высотой, 47,0 см шириной и толщиной 19,0 см, представляет собой часть карниза, размерами 10,5 см высотой, 47,0 см шириной и толщиной 19,0 см, укашенного двойным рядом листьев острозубчатого аканфа, обломанного с правой стороны с многочисленными сколами по краям. Обломок использовался вторично, для вымостки пола над одной из гробниц у стены крещальни, во время одной из перестроек базилики, возможно в начале XV века.
На заглаженной верхней стороне нанесено множество надписей и рисунков разного времени, часто перекрывающих друг друга и иногда стёртых до нечитаемости. Ранними считаются готские надписи, относимые к узкому промежутку между серединой IX и началом X века. На византийском греческом языке прочтено 6 надписей и имеется ещё нескольно, стёртых до нечитаемости.

### Готские надписи
Четыре готских надписи на этом обломке карниза (и одна на другом обломке) — единственные на сегодняшний день образцы готского письма в юго-западном Крыму. Надписи были обнаружены во время изучения греческих надписей, когда выяснилось, что кроме них на камне присутствуют надписи, выполненные другим алфавитом, сочетающим в себе как греческие и латинские буквы, так и знаки особой формы, определённые, как готский алфавит Вульфилы. Исходя из того, что готские надписи занимают на карнизе наиболее удобные для писания места и иногда перекрываются греческими, был сделан вывод об их более раннем происхождении (середина IX и начало X века). Граффити содержат стихи из 76 псалма, прошение «Господи, помоги рабу Твоему Февс-», трёхстрочную надпись на правом краю камня «Господи, помоги рабу Твоему Иоанну (?) виноградарю (?) … и грешнику» и отрывки (остатки) коротких малопонятных надписей и аббревиатур: все готские граффити датируются серединой — концом IX века.

### Греческие надписи

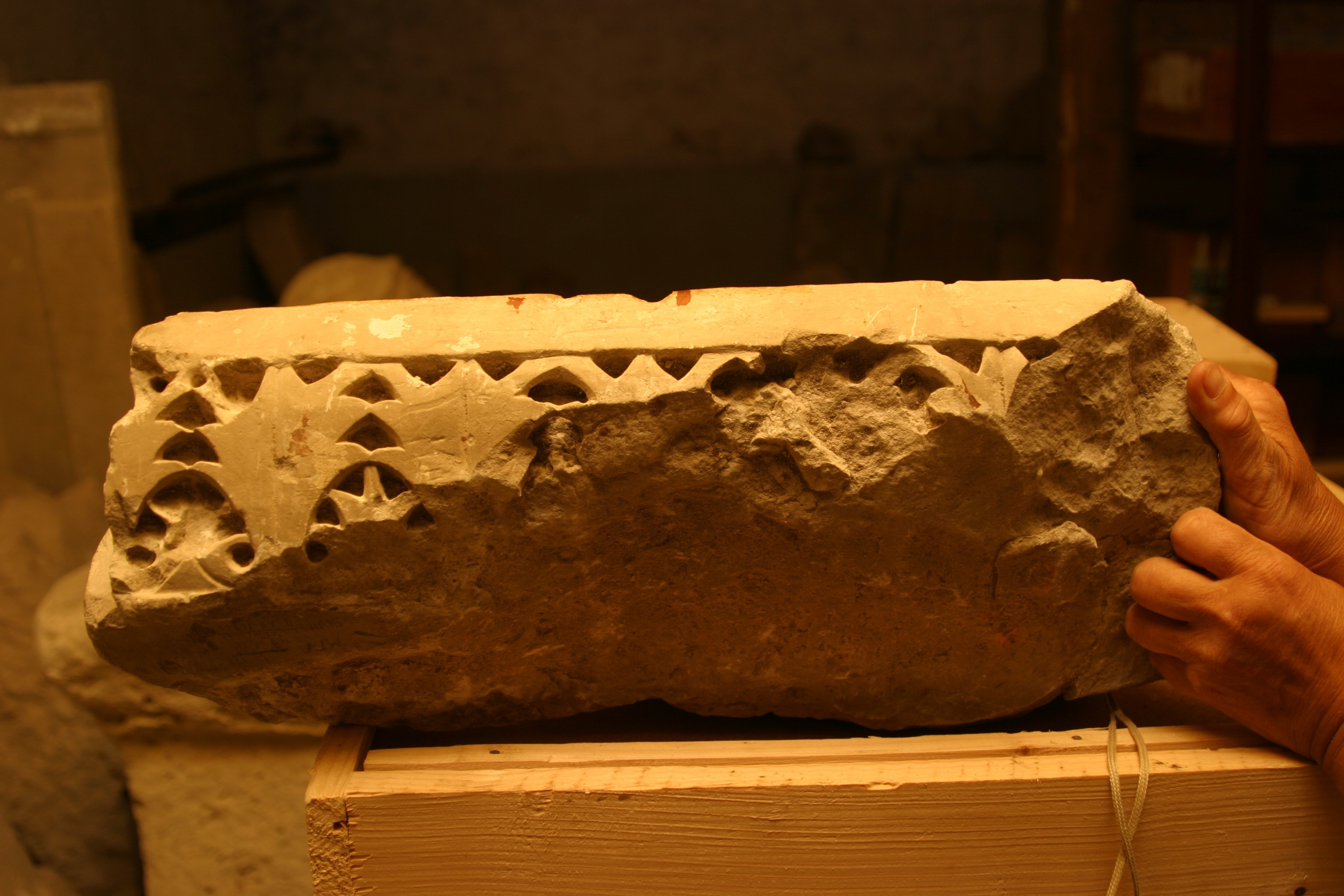
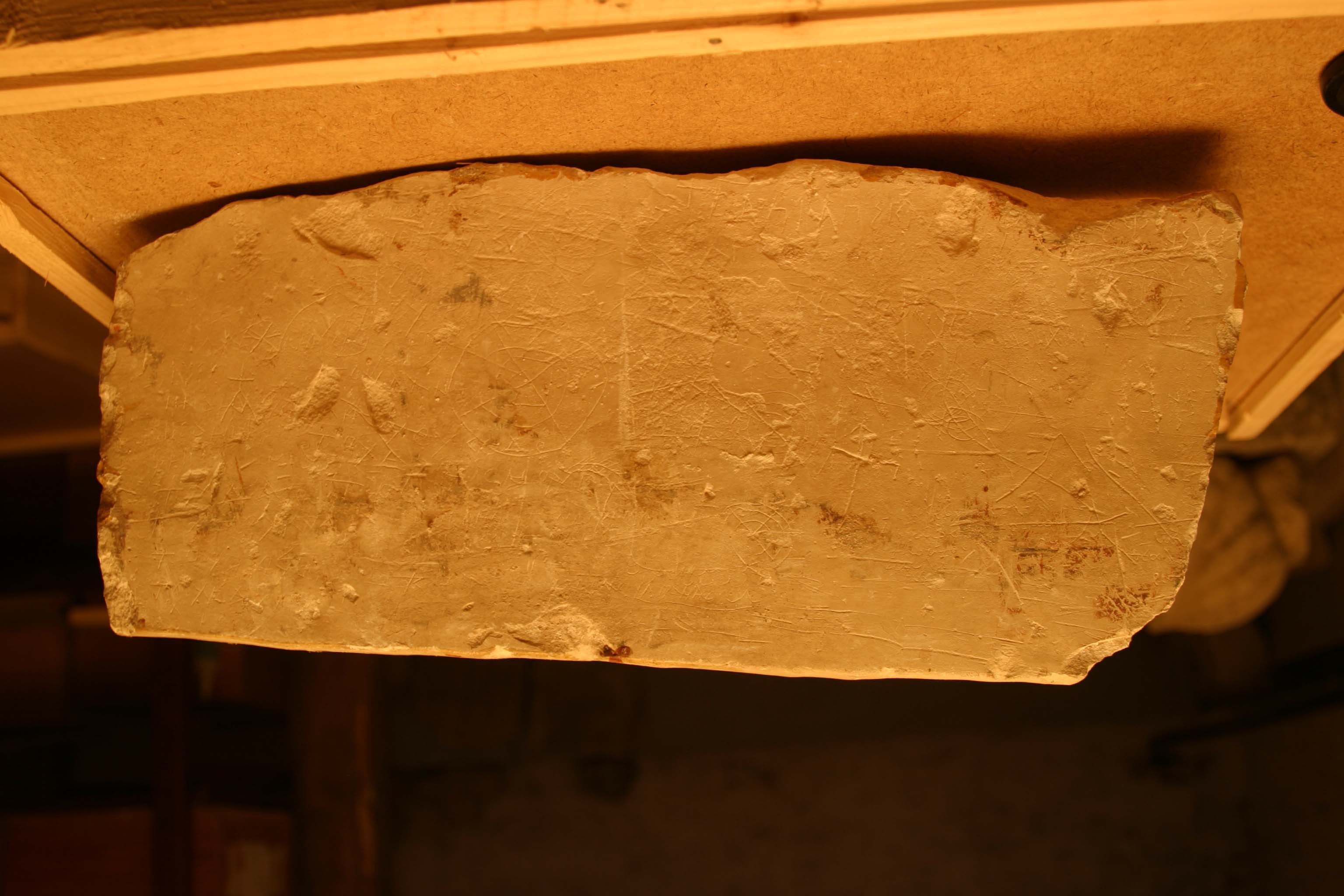
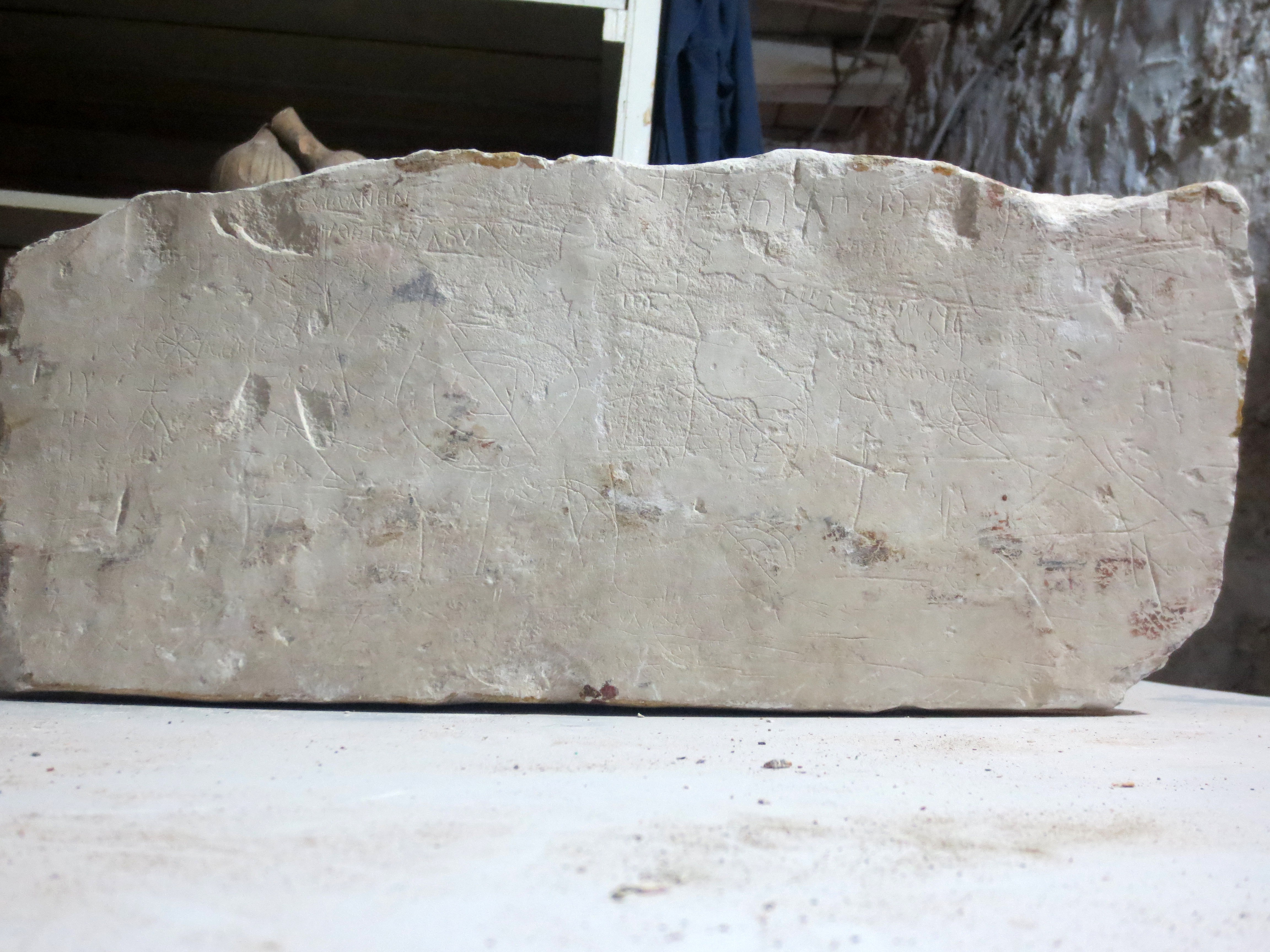

- 1-я надпись, расположенная слева наверху, содержит текст ср.-греч. …οήθη τὼν δοῦλόν σου Ἰωάννην, который трактуется, как «Господи, помоги рабу Твоему Иоанну»; справа и ниже надписи, на правом краю камня находятся ещё нечитаемые греческие граффити[5].
- 2-я надпись, расположенная справа от третьей: ср.-греч. …οάννη …λήτου, Κεδότου, Θεδοσήου, ΤΕΟΥ…, трактуется, как «Иоанна, ..лита, Федота (?), Феодосия» — вероятно, поминальный список.
- 3-я надпись, расположенная под предыдущей: ср.-греч. Κ(ύρι)ε, … [καὶ] ἄφ[εσον? τὸν] [δοῦ]λόν σου Παῦλον, восстановлена в виде «Господи, [помоги и] пр[ости (?) ра]ба Твоего Павла», причём содержит единственное упоминание имени Павел в надписях Крыма.
- 4-я надпись, расположенная в самом низу справа: ср.-греч. …ωί[θ]υ, [τ]ὸν δοῦλόν σου [---]άννιον — «[Господи, п]ом[ог]и рабу Твоему …аннию».
- 5-я и 6-я надписи определяются, как памятные (автографы) и содержат просто имена: «Феодорис» (ср.-греч. Θεωδόρις) на 5-й и, в столбик, «Данилы, Кедо, Эрдастия, Давида, Прокла, Иустина, Давида» (ср.-греч. Τοῡ Δανήλη, τοῦ Κεδo, τοῦ Ἐρδαστήου, το, τοῦ Δαυί[δ], τοῦ [Πρ]όκλ[ου?], τοῦ Ἰουσ[τίνου], τοῦ Δαυί) на 6-й, расположенной слева в центре карниза[5].